# Дональдсон, Роджер
Ро́джер До́нальдсон (англ. Roger Donaldson, род. 15 ноября 1945 года) — новозеландский кинорежиссёр, сценарист и продюсер.

## Биография
Роджер Дональдсон родился в городе Балларат, штат Виктория (Австралия). В 1965 году эмигрировал в Новую Зеландию, где основал небольшой бизнес в области рекламы.
В 1976 году Дональдсон стал режиссёром и продюсером своей первой картины — остросоциальной драмы «Спящие собаки», получившей признание у критиков и зрителей. Это был крупный прорыв новозеландского кино, он считается самой известной картиной этого молодого кинематографа в 1970-е годы. Его успех подчёркивается также тем фактом, что он стал первым фильмом страны, который попал на экраны США.
Международным прорывом в его карьере стал фильм «Баунти». На этот фильм его пригласил продюсер Дино Де Лаурентис после того, когда кинорежиссёр Дэвид Лин отказался от этого проекта. Тогда же, в 1984 году, Дональдсон был номинирован на «Золотую пальмовую ветвь» Канского кинофестиваля.
Также он снял популярные и успешные американские фильмы: триллер «Нет выхода» с Кевином Костнером и Джином Хэкменом; фильм-катастрофу «Пик Данте» с Пирсом Броснаном и Линдой Хэмилтон и другие.
Сын Дональдсона, Крис Дональдсон, представлял Новую Зеландию в спринтерском беге на Олимпийских играх 1996 и 2000 годов.

## Фильмография
- 1977 — Спящие собаки
- 1980 — Псих[англ.]
- 1981 — Дворец крушений[англ.]
- 1984 — Баунти
- 1985 — Мэри[англ.]
- 1987 — Нет выхода
- 1988 — Коктейль
- 1990 — Человек в кадилаке
- 1992 — Белые пески
- 1994 — Побег
- 1995 — Особь
- 1997 — Пик Данте
- 2000 — Тринадцать дней
- 2003 — Рекрут
- 2005 — Самый быстрый «Индиан»
- 2008 — Ограбление на Бейкер-стрит
- 2011 — Голодный кролик атакует
- 2014 — Человек ноября
- 2017 — Макларен[англ.] — документальный